# Psicologia LGBT
A psicologia LGBT é um campo da psicologia que envolve a vida dos indivíduos LGBTQ, em particular a diversidade de perspectivas e experiências psicológicas desses indivíduos. Abrange diferentes aspectos, como o desenvolvimento da identidade, incluindo o processo de sair do armário, práticas parentais e familiares e apoio a indivíduos LGBTQ, bem como questões de preconceito e discriminação envolvendo a comunidade LGBTQ .

## Definição
Psicologia LGBTQ significa psicologia Lésbica, Gay, Bissexual, Trans e Queer . Esta lista não inclui todas as pessoas da comunidade e o sinal de adição representa outras identidades não cobertas pela sigla. No passado, este campo era conhecido como psicologia lésbica e gay . Agora também inclui identidades e comportamentos bissexuais e transgêneros . Além disso, o "Q" significa Queer, que inclui identidades sexuais e comportamentos que ultrapassam dos rótulos, papéis e expectativas tradicionais de sexo e gênero.
É importante notar que a palavra "queer" foi historicamente um insulto usado para pessoas dentro da comunidade. Aqueles que se identificam como queer hoje reivindicaram esse rótulo como auto-identificação. No entanto, devido ao uso tradicional da palavra, muitas pessoas da comunidade LGBT continuam a rejeitar o rótulo. Algumas das identidades que se enquadram no termo queer são aromáticas, demi-sexuais, assexuadas, não-binárias, agênero, genero fluido, queer gênero, pansexuais, intersexuais, etc.
Os nomes para este campo variam em diferentes partes do mundo. No Reino Unido e nos Estados Unidos, a sigla LGBT é amplamente utilizada. Os termos ' lésbica ', ' gay ', ' bissexual ', ' trans ' e ' queer ' não são usados em todo o mundo e as definições variam.
Além dos termos citados, existem outras palavras e frases que são usadas para definir sexualidade e identidade de gênero . Essas palavras e frases geralmente vêm de culturas ocidentais . Em contraste, em culturas não ocidentais, a gama de identidades e práticas sexuais e de gênero são rotuladas e categorizadas usando diferentes linguagens, que naturalmente também envolvem conceitos diferentes em comparação com os ocidentais.
Preocupa-se com o estudo da sexualidade dos indivíduos LGBTQ – identidades e comportamentos sexuais – validando assim suas identidades e experiências únicas. Este foco de pesquisa é afirmativo para indivíduos LGBT, pois desafia crenças, atitudes e políticas e práticas que discriminam à comunidade LGBTQ .
Também inclui o estudo da heterossexualidade – atração romântica por outros sexos, preferências e comportamentos, bem como heteronormatividade – a visão tradicional da heterossexualidade como sendo a norma universal. Esta linha de pesquisa pretende compreender a heterossexualidade a partir de uma perspectiva psicológica, com o objetivo adicional de desafiar a heterossexualidade como norma no campo da psicologia e na sociedade como um todo.
O objetivo geral da psicologia LGBTQ é aumentar a conscientização sobre questões LGBT em trabalhos acadêmicos e pesquisas psicológicas. Ao aumentar essa conscientização, a psicologia LGBT+ pretende ser um dos campos em que abordagens inclusivas, não heterossexistas e não- generistas são aplicadas na pesquisa e na prática psicológica. Essas abordagens rejeitam a concepção de que a heterossexualidade é o 'padrão' e reconhecem um espectro de gêneros mais ampla, fora do binário tradicional, permitindo pesquisas mais inclusivas e precisas. Em linha com a psicologia LGBTQ ser um campo inclusivo de estudo e prática, recebe acadêmicos ou profissionais de qualquer ramo da psicologia com interesse na pesquisa LGBTQ .

### Termos genéricos
O 'Q' em LGBTQ é um termo guarda-chuva para identidades ou sexualidades que não se enquadram nas identidades lésbicas, gays, bissexuais ou transgêneros. Por exemplo, o termo não-binário é usado para abrigar muitas identidades dentro da comunidade LGBTQ. Não-binário é um termo usado para definir identidades que não se enquadram no binário tradicional de gênero. Isso significa que quaisquer identidades que não se classifiquem como masculinas ou femininas estariam tecnicamente dentro do termo guarda-chuva não-binário. As identidades que geralmente são associadas ao termo guarda-chuva não binário são gênero-queer, agênero, intersexo, etc. Transgênero também é um termo genérico para quaisquer identidades que não se identificam com os gêneros que lhes foram atribuídos no nascimento. Não-binário também pode ser usado dentro do termo guarda-chuva transgênero.

## História

### Sexologia
A sexologia é uma parte da base histórica sobre a qual a psicologia LGBTQ foi construída. O trabalho dos primeiros sexólogos, em especial aqueles que contribuíram para o estabelecimento da sexologia como um campo científico sobre asexualidade e a ambiguidade de gênero, é altamente relevante e seminal para o campo da psicologia LGBT .
Como mencionado anteriormente, a sexologia é um campo científico de estudo com foco na sexualidade e identidade de gênero . No campo da sexologia, um amplo espectro de classificação conhecido como inversão é usado para definir a homossexualidade . Nesse espectro, os primeiros sexólogos incluíam tanto a ' sexualidade do mesmo sexo ' quanto a 'identificação entre gêneros' como pertencentes a essa categoria abrangente. Pesquisadores de sexologia mais contemporâneos conceituam e categorizam a sexualidade e a diversidade de gênero separadamente. Em termos de sexualidades LGB, seria enquadrado em diversidade sexual . Quanto à transexualidade, esta seria colocada sob a diversidade de gênero . Figuras importantes neste campo incluem Magnus Hirschfeld e Karl-Heinrich Ulrichs .

### O surgimento histórico da psicologia 'afirmativa gay'
A psicologia afirmativa gay foi estabelecida pela primeira vez na década de 1970. Foi fundada com a missão de 1) desafiar a ideia e visão da homossexualidade como uma doença mental e 2) afirmar o funcionamento psicológico normal e saudável de indivíduos homossexuais, dissolvendo crenças e atitudes de que a homossexualidade está associada à doença mental . Tem havido muito estigma em torno da comunidade LGBTQ, o que pode resultar em sentimentos de auto-ódio. A terapia afirmativa gay foi implementada com o objetivo de combater a influência que a opressão LGBTQ pode ter sobre os indivíduos da comunidade.
Seguindo a missão deste campo, a maior parte das pesquisas conduzidas nesta área naturalmente se debruçou sobre a patologização da homossexualidade. Em relação a isso, muita atenção também tem sido dada às experiências vividas por indivíduos heterossexuais e cisgêneros (ou seja, não trans).
Na década de 1980, o nome psicologia afirmativa gay mudou para psicologia lésbica e gay de forma a denotar que esse ramo da psicologia abrangia tanto as vidas quanto as experiências de homens gays e mulheres lésbicas . Mais tarde, termos adicionais foram incluídos no nome deste campo. Variações de LGB, LGBTQ, LGBTQ+ ou LGBTQIA+ são usadas para se referir ao campo da psicologia LGBTQ .
Devido à variação na terminologia para definir este campo, teve inicio uma discussão e debate significativos sobre qual termo é o mais inclusivo de todos os indivíduos. Embora continue havendo um debate contínuo em torno da terminologia usada para definir o campo da psicologia LGBTQ, isso de fato destaca a preocupação do campo com a diversidade da sexualidade humana e orientação de gênero. Além disso, as várias letras dentro do acrônimo LGBTQ indicam a diversidade e variação no escopo da pesquisa realizada no campo – ou seja, os tipos de questões de pesquisa e os tipos de abordagens metodológicas usadas para abordar essas questões.
Tradicionalmente, a psicologia LGBTQ tem se concentrado amplamente na pesquisa das experiências de homens gays e mulheres lésbicas que atendem aos seguintes critérios:
1. Jovem
2. Caucasiano
3. Classe média
4. Saudável
5. Reside em áreas urbanas

Os indivíduos podem se beneficiar da terapia afirmativa gay se seu terapeuta compartilhar a mesma experiência que eles, mas pode haver um viés ao se ter um terapeuta que faça parte da comunidade LGBTQ. Os terapeutas heterossexuais também podem ser estigmatizados ou não ter o conhecimento para lidar adequadamente com um cliente que pertence à comunidade LGBTQ .
O escopo da pesquisa no campo da psicologia LGBTQ tem sido um pouco carente de amplitude e diversidade devido à maioria das observações sobre a psicologia LGBTQ serem baseadas em pesquisas comportamentais. A maioria das pesquisas feitas sobre a psicologia LGBTQ têm sido feitas usando observações físicas e ainda carece de pesquisas psicológicas.
No geral, a psicologia LGBTQ é uma subdisciplina da psicologia que incorpora múltiplas perspectivas e abordagens sobre as populações estudadas, os tópicos de pesquisa e as teorias e metodologias que informam as maneiras pelas quais essa pesquisa é realizada.

### Saúde mental
Indivíduos LGBTQ experimentam uma quantidade significativa de estigma e discriminação em vários estágios de suas vidas, às vezes ao longo de toda a vida. Atos específicos de estigmatização e discriminação contra indivíduos LGBTQ incluem assédio físico e sexual . Crimes de ódio também estão incluídos. Essas experiências negativas colocam em risco o bem-estar físico e emocional dos indivíduos LGBTQ . Como resultado dessas experiências, os indivíduos LGBTQ normalmente experimentam com maior frequência problemas de saúde mental em comparação com aqueles que não pertencem à população LGBTQ . Mais da metade da comunidade LGBTQ+ tem depressão e pouco menos da metade tem TEPT ou transtorno de ansiedade.
A lista a seguir mostra alguns problemas de saúde mental que os indivíduos LGBTQ podem enfrentar:
- Ansiedade
- Depressão
- Transtorno obsessivo-compulsivo
- Distúrbio fóbico
- Trauma
- Abuso de substâncias
- Comportamentos de automutilação

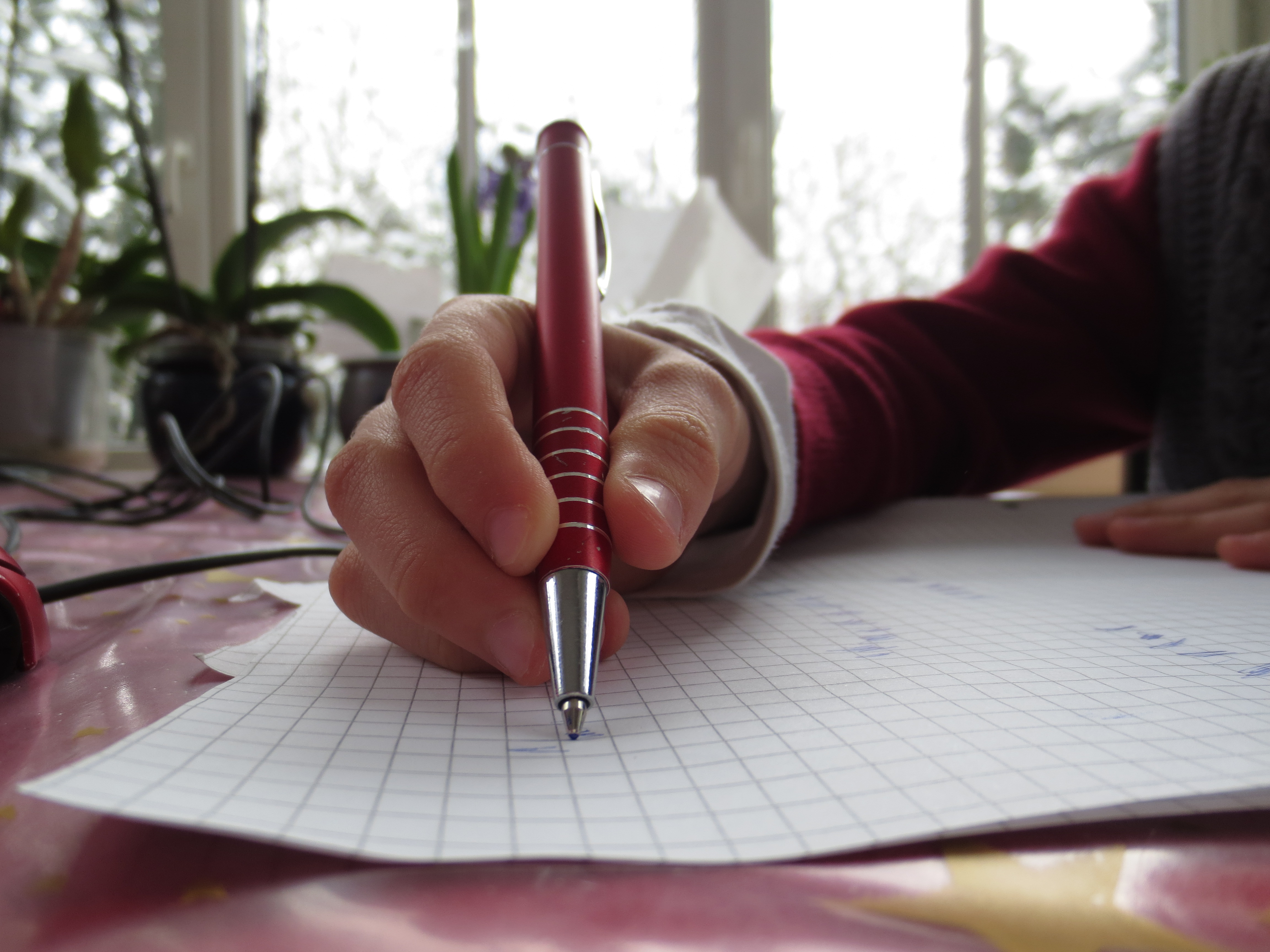
A escrita expressiva pode reduzir o estresse de experiências negativas e traumáticas

- Tendências suicidas e suicídio

A lista acima não é completa ou exaustiva, mas demonstra o alcance e a gravidade dos problemas que os indivíduos LGBTQ costumam enfrentar. Esses problemas geralmente resultam de uma combinação de experiências negativas e uma dificuldade perpétua em aceitar sua identidade LGBTQ em uma sociedade anti-LGBT.
Tendências suicidas e suicídio são questões sérias para os jovens LGBTQ . Em comparação com seus pares não-LGBT, os jovens LGBTQ normalmente se envolvem em uma taxa mais alta (cerca de 3 a 4 vezes maior) de tentativas de suicídio . As pessoas que se identificam como transgênero são quase nove vezes mais propensas a tentativas de suicídio do que uma pessoa que não se identifica dessa maneira. Uma razão pela qual o número de membros da comunidade LGBTQ+ com problemas de saúde mental é alto é porque muitos tiveram experiências em que os profissionais de saúde os desrespeitaram. Isso faz com que a pessoa adie o atendimento ou não retorne ao médico novamente. Sem ajuda profissional, os sintomas da doença mental pioram. Na escola, os jovens LGBTQ têm maior probabilidade de sofrer abuso verbal e físico devido à sua orientação sexual, identidade e expressão de gênero. Os jovens LGBTQ aprendem rapidamente com essas experiências sociais negativas que são mais propensos a receber julgamento e tratamento negativos, e muitas vezes rejeição, daqueles ao seu redor. Isso se torna um círculo vicioso em que as autoconfianças e autopercepções dos jovens LGBTQ são negativamente reforçadas pela sociedade. Evidentemente, os altos índices de problemas de saúde mental entre as comunidades LGBTQ foram perpetuados, e continuam sendo, pelo preconceito sistêmico e pela discriminação contra indivíduos LGBTQ .
No entanto, os indivíduos LGBTQ não necessariamente sofrem os mesmos tipos de preconceito ou discriminação, nem respondem da mesma forma a eles. O que é comum são os motivos que levam ao preconceito e à discriminação . No contexto de preconceito e discriminação direcionados a LGBT, eles se relacionam amplamente a questões de orientação sexual (por exemplo, LGB) ou questões de identidade de gênero (por exemplo, transgêneros). Nossas necessidades básicas como seres humanos incluem sermos nós mesmos e sermos aceitos por quem somos. Sentir-se amado por quem somos é um aspecto importante de uma mente saudável. Devido à discriminação, os indivíduos LGBTQ+ experimentam mais estresse e baixa autoestima. O preconceito e a discriminação sistêmicos levam os indivíduos LGBT a experimentarem quantidades substanciais de estresse a longo prazo. Também influencia os indivíduos LGBTQ a assimilar internamente toda a negatividade que recebem, enfatizando as diferenças que têm com os outros. Isso, por sua vez, faz com que os indivíduos LGBT sintam culpa e vergonha em relação à sua identidade, sentimentos e ações.
O processo de revelação envolvendo indivíduos LGBTQ também pode criar muita pressão adicional da família, colegas e sociedade . Que é o processo de indivíduos LGBTQ proclamarem abertamente sua orientação sexual e/ou identidade de gênero para outros. Além disso, os indivíduos LGBTQ também experimentam outros resultados negativos, por exemplo:
Orientação sexual e/ou transição de gênero Opressão internalizada da orientação sexual e/ou identidade de gênero
- Exclusão e ostracismo
- Apoio familiar ou social removido ou reduzido
- Facilitar o bem-estar da saúde mental para indivíduos LGBTQ é uma questão altamente pertinente.

Os principais fatores na promoção boa saúde mental para indivíduos LGBTQ são os seguintes:
- Presença de família e apoio de pares[25]
- Apoio na comunidade[25] e no local de trabalho
- Compreensão, feedback apropriado e positivo fornecido durante o processo de sair do armário
- Definir, avaliar e lidar com os fatores sociais que influenciam os resultados de saúde dos indivíduos LGBTQ

### Gênero
No passado, muitos estudos LGBTQ eram baseados principalmente na ideia de sexualidade, mas mais recentemente houve mais estudos concernentes ao binário de gênero. À medida que a comunidade passou a incluir e compreender as diferentes identidades ao longo do tempo, houve uma adição ao foco da psicologia LGBTQ em torno das identidades de gênero queer. Identidades como as não-binárias, transgêneros e gênero queer podem ter experiências diferentes em sua maioridade e podem precisar de orientação ou terapia com base nessas experiências específicas. As pessoas que têm identidades queer têm experiências diferentes das pessoas que são homossexuais e precisam de recursos que dizem respeito às suas questões ou necessidades específicas. Por exemplo, pessoas transgênero podem passar por terapia hormonal ou enfrentar opressão que não é o mesmo que pessoas cisgênero que fazem parte da comunidade LGBTQ .

## Desenvolvimento da identidade LGBTQ na juventude
Há uma tendência crescente de jovens LGBT se assumirem e abraçarem abertamente e estabelecerem suas identidades sexuais ou de gênero para as pessoas ao seu redor. Desde 2000, a idade média para se assumir era de cerca de 14 anos. Essa idade comparada com a média de 16 anos registrada entre 1996 e 1998, e 20 durante a década de 1970, mostra que os jovens LGBTQ estão reconhecendo confortavelmente suas identidades sexuais ou de gênero em uma idade mais precoce. Com base no grande número de pesquisas sobre desenvolvimento de identidade, em particular sexualidade e identidade de gênero, verifica-se que os jovens têm consciência de sua identidade LGBTQ desde muito cedo. Essa consciência pode ser observada desde a infância, especificamente o sentimento de ser diferente de seus pares e ter aparências, comportamentos e interesses não normativos.
Durante a adolescência, ocorrem mudanças graduais nas atitudes e comportamentos dos jovens em relação a si mesmos e aos outros. No início da adolescência, os jovens estão mais conscientes e preocupados com a forma como eles e outros se mostram contra as normas de gênero e sexualidade . No meio da adolescência, os jovens tendem a ter atitudes mais tendenciosas e estereotipadas e a mostrar comportamentos mais negativos em relação a indivíduos e temas LGBTQ . É claro que os primeiros anos da adolescência facilitam para os jovens LGBTQ que se assumiram ter experiências sociais negativas ou desagradáveis. Essas experiências podem envolver colegas excluindo-os intencionalmente de grupos de amizade, colegas envolvidos em atos persistentes e prejudiciais de bullying e muitos outros.
Embora pareça haver cada vez mais jovens LGBTQ revelando suas identidades sexuais e de gênero, também há jovens que não se assumem e são contra a ideia de se assumir. Até agora, a teoria psicológica em torno do desenvolvimento da identidade LGBTQ sugere que os indivíduos que não se assumem ou são contra a ideia de se assumir estão negando sua identidade ou desejam se assumir, mas não conseguem. Além do fato de que os jovens LGBTQ são mais vulneráveis a experimentar reações sociais negativas e tratamento como resultado de se assumir, também pode haver outras razões para isso. Em primeiro lugar, a maior visibilidade das diversas sexualidades e identidades de gênero pode influenciar os jovens a se tornarem mais relutantes em definir concretamente sua sexualidade e identidade de gênero (Savin-Williams, 2005). Os jovens estão se afastando desses tipos de rótulos em oposição aos rótulos identitários sociais, demonstrando a importância de sua sexualidade e identidade de gênero dentro de sua identidade pessoal . Além disso, indivíduos LGBTQ de grupos étnicos e culturais minoritários muitas vezes se abstêm de usar rótulos de identidade sexual, que eles veem como conceitos ocidentalizados que não se relacionam com eles.

## Escolas
Os dados atuais sobre as famílias LGBTQ e seus filhos mostram um número crescente dessas famílias, como nos Estados Unidos da América, e sugerem que esse número está aumentando continuamente. Filhos de pais LGBTQ correm o risco de serem alvos de discriminação e violência contra indivíduos LGBTQ no sistema educacional. A escola tornou-se um lugar tão inseguro para certos indivíduos LGBTQ que as ausências dispararam devido a não se sentirem a salvo da violência e do assédio verbal. Esses ataques à sua identidade podem levar à tristeza crônica e pensamentos suicidas. O abuso que muitos estudantes LGBTQ+ enfrentam levou a pensar que há algo errado com eles. Portanto, essa é uma questão importante que deve ser abordada para garantir o bem-estar físico e psicológico das crianças de famílias LGBT . Além dos filhos de famílias LGBT terem experiências escolares negativas, os pais LGBTQ também enfrentam desafios em relação ao preconceito anti-LGBT e comportamentos negativos relacionados que geralmente fazem parte do clima escolar .
Os pais LGBTQ podem consultar as seguintes estratégias para facilitar uma experiência mais segura, positiva e acolhedora na interação com escolas e funcionários da escola: escolha da escola, engajamento e defesa. Muitas escolas não são particularmente inclusivas de indivíduos LGBT Q, pois a linguagem anti-LGBT é frequentemente usada e ocorrem casos de assédio e vitimização em relação à orientação sexual ou identidade de gênero . Portanto, a escolha dos pais da escola em que seu filho se matricula é crucial. Na medida em que os pais podem selecionar uma escola para seus filhos, selecionar uma escola que inclua indivíduos LGBTQ é uma maneira de garantir uma experiência escolar mais positiva para eles e para seus filhos. O envolvimento dos pais com as escolas em termos de voluntariado e outras formas de envolvimento, como estar em organizações de pais e professores, permite que os pais LGBTQ se envolvam mais em questões que possam preocupar seus filhos. Os pais podem acessar recursos que fornecem informações sobre como os pais podem facilitar o diálogo e a colaboração com professores e escolas, permitindo que eles se tornem defensores proativos da educação e da experiência escolar de seus filhos.
As intervenções nas escolas também são eficazes para melhorar as experiências de crianças de famílias LGBTQ . Normalmente, essas intervenções visam o clima escolar, em particular os aspectos que dizem respeito à homofobia e à transfobia . A aplicação de políticas e leis antibullying /assédio nas escolas pode proteger os alunos de famílias LGBTQ de serem vítimas de bullying e assédio . Ter essas políticas em vigor geralmente permite que os alunos tenham menos experiências negativas na escola, como uma menor probabilidade de maus-tratos por professores e outros alunos. A implementação de oportunidades de desenvolvimento profissional para funcionários da escola sobre como fornecer suporte adequado para alunos de famílias LGBTQ não apenas facilitará uma experiência escolar mais positiva para os alunos, mas também levará a um clima escolar mais positivo em geral. Embora essas leis dêem um passo na direção certa para contribuir para que os alunos se sintam seguros na escola, outra maneira de os professores mostrarem seu apoio e fazê-los se sentirem bem-vindos é colocar bandeiras de orgulho. Isso pode fazer com que a pessoa se sinta incluída. Uma vez que se sinta seguro com o professor para ser ele mesmo, o aluno estará mais aberto para falar sobre suas lutas. O próximo passo é educar os professores sobre os recursos que eles podem usar para ajudar essas crianças. O uso de um currículo inclusivo LGBTQ, onde os indivíduos, a história e os eventos LGBTQ são retratados de uma maneira mais positiva, permite que os alunos se tornem mais conscientes e mais receptivos às questões relacionadas a LGBT. As maneiras específicas em que assuntos LGBT podem ser incorporados ao currículo incluem: falar sobre famílias diversas (por exemplo , casais do mesmo sexo e pais LGBTQ ), discutir a história LGBTQ (por exemplo, falar sobre eventos históricos significativos e movimentos relacionados à comunidade LGBTQ ), - textos inclusivos em sala de aula e celebrando eventos LGBT (por exemplo, Mês da História LGBTQ em outubro ou Mês do Orgulho LGBTQ em junho).
Além disso, a organização de clubes estudantis LGBTQ (por exemplo, Alianças Gay-Héteros ) são um recurso positivo e fonte de apoio para estudantes de famílias LGBTQ . Estudos realizados em clubes Gay-Straight Alliance (GSA) mostraram repetidamente uma redução na desesperança de indivíduos LGBTQ que foram vitimados por sua orientação sexual e ajudam a diminuir o risco de tentativas de suicídio ou ideação. Com a inclusão de jovens heterossexuais, os GSAs ajudam a promover um ambiente escolar seguro para indivíduos LGBT, diminuindo a vitimização e o medo pela segurança. Além dos GSAs, as escolas que adotam programas escolares seguros, como zonas seguras, treinamentos de diversidade, treinamentos de aliados ou implementação de políticas antidiscriminação e antiassédio reduzem o bullying e facilitam um ambiente escolar mais seguro.

## Discriminação no local de trabalho
As pessoas que se identificam como parte da comunidade LGBTQ+ geralmente enfrentam adversidades e discriminação no local de trabalho . Em um estudo experimental intitulado "Evidência documentada de discriminação no emprego e seus efeitos sobre pessoas LGBT", realizado por Brad Sears e Christy Mallory da Faculdade de Direito da UCLA, resume que candidatos associados a uma organização gay e aqueles que não mencionaram nada sobre a comunidade LGBTQ+ foram enviadas para potenciais empregadores. Os currículos de indivíduos associados à comunidade LGBTQ+ eram menos propensos a receber uma entrevista. Indivíduos que são capazes de receber uma entrevista e conseguir o emprego, além disso, são suscetíveis à discriminação durante o trabalho. Indivíduos LGBTQ+ são mais propensos a sofrer discriminação em seu local de trabalho do que alguém que não identificou sua sexualidade. A discriminação muitas vezes leva a problemas de saúde, sejam eles mentais ou físicos. Alguém que é frequentemente discriminado tem maior probabilidade de não comparecer ao trabalho, deixar o emprego e não se esforçar nas tarefas que recebe devido ao seu estado de espírito e aos problemas de saúde que surgem. Para evitar a discriminação no local de trabalho, muitas pessoas escondem quem são mudando sua aparência geral e mantendo sua sexualidade em segredo.

## Orgulho
As celebrações do orgulho permitem que a comunidade LGBTQ+ celebre sua identidade. É um dia em que indivíduos e aliados LGBTQ+ se reúnem para relembrar a história e até onde a comunidade chegou. Eles celebram a dor que experimentaram e continuam a sentir e se sentem cercados por pessoas que os amam pelo que são. Um sentimento de conexão e validação é importante para uma boa saúde e o Pride é o lugar para pessoas de todas as identidades se conectarem. As pessoas são mais propensas a participar do orgulho se sentirem que sua identidade sexual constitui uma parte importante de quem elas são como pessoa. O orgulho é uma forma importante de normalizar ser parte da comunidade LGBTQ+ e tornar a sociedade mais receptiva, mas ainda existem outras maneiras de mostrar que ser membro da comunidade não é vergonhoso.

## Tipos de aplicações fora da perspectiva teórica

### Métodos de tratamento eficazes

#### Escrita expressiva
Pesquisas descobriram que escrever sobre experiências traumáticas ou negativas (conhecidas como "escrita expressiva") pode ser uma maneira eficaz de reduzir o estresse psicológico que decorre de tais eventos. Quando os jovens se engajaram na escrita expressiva sobre questões relacionadas à sua identidade LGBT Q, seu bem-estar na saúde mental melhorou. Essa melhora foi especialmente significativa em jovens que não tinham muito apoio social, ou que escreviam sobre assuntos mais sérios, bem como em indivíduos que eram menos abertos sobre suas sexualidades ou não se assumiram. Intervenções de escrita expressiva demonstraram produzir resultados emocionais positivos para uma variedade de questões, incluindo doenças, traumas na infância e estresse no relacionamento. A terapia da escrita é o uso da escrita expressiva junto com outros métodos em um ambiente de terapia.

#### Terapia cognitivo-comportamental (TCC) - Habilidades eficazes para capacitar homens eficazes (ESTEEM)
A terapia cognitivo-comportamental se concentra na mudança de pensamentos e sentimentos que levam a comportamentos negativos, em pensamentos, sentimentos e comportamentos mais positivos. Este método de tratamento é eficaz para uma variedade de problemas de saúde mental, incluindo aqueles relacionados às identidades LGBTQ . A TCC pode ajudar a reduzir a depressão e a ansiedade e promover mecanismos de enfrentamento saudáveis entre os jovens LGBTQ . O programa ESTEEM visava pensamentos e sentimentos relacionados ao estresse que resultam da discriminação e estigma LGBTQ. Indivíduos que participaram do programa ESTEEM experimentaram menos pensamentos e sentimentos relacionados à depressão e também consumiram menos álcool.

#### Tratamento e educação LGBT baseado nos pais e na família
Muitos jovens LGBTQ podem receber críticas de suas famílias devido à sua sexualidade ou identidade sexual. Isso pode resultar em problemas de saúde mental, como suicídio ou depressão. A inaceitabilidade da sexualidade de um jovem LGBTQ dentro de um domicílio pode resultar em maus-tratos ou em casos mais graves, afastando-o do lar. Os membros da família que não aceitam seus filhos por quem eles são tornou três vezes mais provável que, como adultos, eles participem do uso de drogas ilegais. Devido a esses fatores, uma média de 28% dos jovens LGBTQ têm pensamentos suicidas e 15%-40% fazem tentativas de suicídio a cada ano.
O tratamento baseado na família para adolescentes LGBTQ suicidas, onde os pais receberam períodos significativos de tempo para processar seus sentimentos sobre e em relação ao filho, foi considerado eficaz. Por exemplo, os pais tiveram tempo para pensar em como se sentiam sobre a orientação LGBTQ de seus filhos e se conscientizar de como suas respostas em relação a seus filhos poderiam refletir atitudes de desvalorização. Os adolescentes que participaram desse tratamento tiveram menos pensamentos suicidas e menos pensamentos e sentimentos relacionados à depressão. O que é especialmente notável é que esses ganhos positivos foram sustentados por muitos jovens. Embora esses resultados tenham se mostrado eficazes, esse método de terapia só é útil se a família ou os pais estiverem dispostos a passar pelo processo de desaprender qualquer estigma que possam ter contra seu parente fazer parte da comunidade LGBTQ .

### Métodos de tratamento não eficazes
Terapia de conversão (TC)
A terapia de conversão se concentra em alterar indivíduos homossexuais e/ou transgêneros para identidades heterossexuais e cisgênero. A terapia de conversão consiste em uma variedade de abordagens que vão desde a aversão e terapia hormonal até técnicas baseadas na religião, como ameaças de condenação eterna ou uso de orações. Existem poucas evidências empíricas para a TC, pois a maioria das evidências é anedótica ou carece de reconhecimento de participantes potencialmente fingindo ou experimentando racionalização induzida por dissonância. Efeitos a longo prazo da TC, como diminuição do desejo sexual geral, vergonha, medo, baixa autoestima e aumento da depressão e ansiedade foram observados em indivíduos que participaram de programas de TC. Devido à falta de suporte científico, associação com problemas de saúde psicossociais e rejeição da prática por organizações como a American Psychiatric Association (APA), o uso da terapia de conversão é muitas vezes considerado eticamente problemático. Dadas as preocupações acima, existem vários países e várias jurisdições dos EUA que proíbem a terapia de conversão.